# Каптол
Каптол (словен. Kaptol) — поселення в общині Костел, регіон Південно-Східна Словенія, Словенія. Висота над рівнем моря: 570 м.